# Conrad Gozzo
Conrad Joseph Gozzo (* 6. Februar 1922 in der New Britain (Connecticut); † 8. Oktober 1964 in Los Angeles) war ein US-amerikanischer Trompeter des Swing und der Unterhaltungsmusik und Studiomusiker.

## Leben
Gozzo studierte bei seinem Vater, dem damals bekannten Trompetenlehrer Jimmy Gozzo. 1938 hatte er seinen ersten Job in der Band von Isham Jones. Darauf spielte er mit Red Norvo, Johnnie Scat Davis, 1939 bis 1941 in der Band von Bob Chester, 1941/42 bei Claude Thornhill und drei Monate in der Band von Benny Goodman. Im Zweiten Weltkrieg war er in der Navy-Band von Artie Shaw. Nach dem Krieg war er wieder bei Goodman und 1946 in der ersten „Herde“ von Woody Herman. Er spielte bei Boyd Raeburn und Tex Beneke, bevor er sich 1947 in Los Angeles niederließ. Dort spielte er viereinhalb Jahre in Radio-Shows mit Bob Crosby. Später war er ein gefragter Studiomusiker, Mitglied des NBC Hollywood Orchesters. Er spielte in zahlreichen TV-Shows wie der Dinah Shore Show, ist als „Lead Trumpet“ und Solist im Soundtrack zahlreicher Filme zu hören (unter anderem Ben Hur (1959), Benny Goodman Story, Glenn Miller Story und Cleopatra), spielte unter anderem mit Frank Sinatra und Dean Martin (sowohl auf seinen Platten als auch regelmäßig mindestens für die ersten drei Tage in ihren Las Vegas Shows), auf den Aufnahmen seines Freundes Henry Mancini, mit Stan Kenton, Les Brown, Ray Anthony, Ray Conniff, Red Skelton, Shorty Rogers (Cool and Crazy, 1953) und vielen anderen. Er starb an einem Herzanfall.
Sein Spitzname war „Gopher“ (Erdhörnchen), zum Beispiel verewigt in seiner Komposition „Gopher Mambo“ für Billy Wilders „The Frontpage“. Ein weiterer Spitzname war „The Goz“.
Er spielte auch zum Beispiel in The Complete Harry James on Hi-Fi (1955/56, neben James selbst). Gozzo selbst machte nur eine Album-Aufnahme, Gozz the Great 1955 für Victor.
Er heiratete die Sängerin der Bigband von Claude Thornhill, Betty Clare, mit der er zwei Kinder hatte.